# السلالات الحاكمة الجنوبية والشمالية

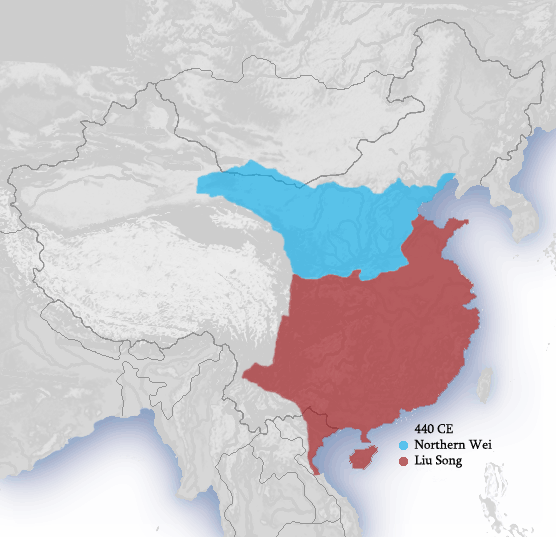
أراضي وي الشمالية التقريبية (الأزرق) وولايات ليو سونغ (الأحمر الداكن) في عام 440.

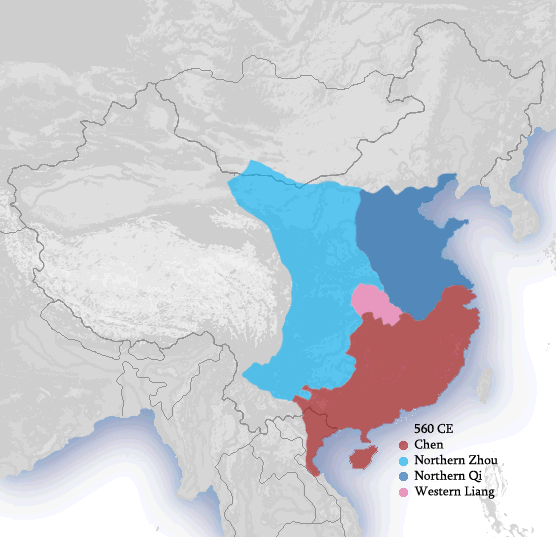
الأسر الجنوبية والشمالية بحلول عام 560.

كانت الأسر الجنوبية والشمالية ((بالصينية: 南北朝؛ البينيين: Nánběicháo)) تمثل إحدى فترات تاريخ الصين التي استمرت من 420 حتى 589. على الرغم من أنه كان عصر الحرب الأهلية والفوضى السياسية، فقد شهد أيضًا فترة ازدهار الفنون والثقافة والتقدم التكنولوجي وانتشار بوذية الماهايانا والطاوية. شهدت تلك الفترة هجرة واسعة النطاق لشعب قومية الهان إلى أراضي جنوب نهر اليانغتسي.
وفي أثناء تلك الفترة، زادت عمليات إضفاء الطابع الصيني بين الوافدين غير الصينيين في الشمال وبين السكان الأصليين في الجنوب. واقترنت تلك العملية أيضًا بازدياد شعبية البوذية (دخلت الصين في القرن الأول) في كل من شمال وجنوب الصين، جنبًا إلى جنب مع الطاوية التي اكتسبت نفوذًا من مخططات الكتاب المقدس البوذي (مع اثنتين من شرائع الطاوية الأساسية التي كتبت أثناء هذه الفترة). على الرغم من وجود العديد من الأبراج المكونة من عدة طوابق مثل أبراج الحراسة والشقق السكنية في الفترات السابقة, تطورت في أثناء تلك الفترة أبراج المعبد الصيني البارز (لحفظ الكتب المقدسة البوذية) من مباني ستوبا والتي نشأت من التراث البوذي لحماية نصوص سوترا في الهند القديمة.
وشهدت هذه الفترة تطورات تكنولوجية ملحوظة. مع ابتكار الركاب أثناء أوائل أسرة جن الغربية، أصبح سلاح الفرسان الثقيلة أمرًا تقليديًا في المعارك. أشار المؤرخون أيضًا إلى التقدم الذي شهدته مجالات الطب والفلك والرياضيات وعلم الخرائط. كان الرياضي والفلكي الصيني الشهير زو تشونجزهي (من 429 إلى 500) ينتمي لهذا العصر، وهو ما يشكل إفرازًا ثقافيًا واجتماعيًا للنخبة المثقفة في شمال الصين التي نشأت وتطورت في هذه الفترة.

## خلفية
بعد انهيار الصين الموحدة في عهد أسرة هان في عام 220 بشكل كبير بسبب تمرد العمامات الصفراء، وطريقة خمس مكاييل من الأرز، اندمجت الصين في نهاية المطاف في الممالك الثلاث. كانت مملكة تساو واي الأقوى، تلتها مملكة وو الشرقية، ومملكة شو هان، ولكنهم كانوا في البداية في حالة مستقرة نسبيًا. بعد انقلاب 249 الذي قام به سيما يي، كانت عائلة سيما تسيطر بشكل أساسي على تساو واي، وغزو شو التي تبعتها وي بسرعة.
بعد الانقلاب الفاشل الذي قامت به أسرة تساو الحاكمة ضد عائلة سيما، تنازل آخر حاكم لتساو عنها. ثم أسس سيما يان أسرة جين، إذ أعلن نفسه الإمبراطور وو جين، وبدأ حملة وو بقيادة جين في عام 280، منهيًا فترة الممالك الثلاث وأعاد توحيد الصين.
كانت أسرة جين قد ضعفت بشدة بعد حرب الأمراء الثمانية من 291-306. خلال عهد الإمبراطور هواي والإمبراطور مين، تعرضت البلاد لخطر شديد مع انتفاضة شعب غير الهان الشماليين، المعروفين مجتمعين باسم البرابرة الخمسة. دمرت الجيوش غير الهانية الغازية كل الأسرة تقريبًا في كارثة يونغجيا عام 311، عندما أقال البرابرة الخمسة لويانغ. تعرض تشانغآن لمصير مماثل في عام 316.
ومع ذلك، فر سيما روي أمير لانغيا وسليل الأسرة الملكية، نحو جنوب نهر هواي لإنقاذ ما تبقى من أجل الحفاظ على الإمبراطورية، حيث أعلن نفسه كإمبراطور يوان. قام جين بتدعيم سلطته في الجنوب، وأسس جيانكانغ على موقع جيانكه الحالي (نانجينغ الآن) كعاصمة جديدة له، حيث أعاد تسمية السلالة باسم جين الشرقية لأن العاصمة الجديدة كانت تقع جنوب شرق لويانغ.
أنشأ البرابرة الخمسة ممالك عديدة في الشمال، مما أدى إلى الفترة المعروفة باسم الممالك الستة عشر. في نهاية المطاف، غزت وي الشمالية بقية الولايات الشمالية في عام 386. على الرغم من أنه دوفع عن جين الشرقية والسلالات الجنوبية المتعاقبة بشكل جيد من الولايات الشمالية عن طريق وضع الأساطيل البحرية على طول نهر اليانغتسي، فقد كانت لا تزال هناك مشاكل مختلفة تواجه بناء وصيانة قوة عسكرية. في نهاية المطاف، أدى تعيين أسر معيّنة للخدمة العسكرية في نظام «تونتيان» إلى تدهور وضعها الاجتماعي، مما تسبب في هجرة واسعة النطاق للقوات في مناسبات مختلفة. ولمواجهة النقص في أعداد القوات، أُرسل جنرالات جين في كثير من الأحيان في حملات لإلقاء القبض على غير الصينيين في الجنوب من أجل تجنيدهم في الجيش. ومع ذلك، لم تسقط سلالة جين الشرقية بسبب الغزو الخارجي، ولكن لأن الجنرال ليو يو استولى على العرش من الإمبراطور غونغ وأعلن نفسه الإمبراطور وو من ليو سونغ (من 420 إلى 422)، والذي بدأ رسميًا السلالات الشمالية والجنوبية.

## السلالات الشمالية
بدأت السلالات الشمالية في عام 439 عندما غزت وي الشمالية ليانغ الشمالية لتقوم بتوحيد شمال الصين. وانتهت في 589 عندما أنهت سلالة سوي سلالة تشن. يمكن تقسيم هذه السلالات إلى ثلاث فترات زمنية: وي الشمالية؛ شرق وغرب فايس؛ تشي الشمالية وتشو الشمالية. أسس شعب شاينبي وي الشمالية، ووي الشرقية، ووي الغربية، وتشو الشمالية؛ في حين أُسست تشي الشمالية من قبل البرابرة المهجرين.

### صعود وى الشمالية (386-535) وحركة التطهير
في فترة الممالك الستة عشر، كانت عائلة تيوبا في شيانبي تحكم ولاية داي (الممالك الستة عشر). على الرغم من غزوها من قبل تشين السابقة، إلا أن هزيمة تشين السابقة في معركة نهر فاي أسفرت عن انهيارها. استعاد تيوبا شييجين حفيد آخر أمير لداي تيوبا شييجين، ثروات عشيرة تيوبا، حيث أعاد تسمية ولايته وي (المعروفة الآن باسم وي الشمالية) وعاصمتها شينغل (بالقرب من مدينة هوهوت الحديثة). في ظل حكم أباطرة داوو (تيوبا جوي) مينجيان، وتاياو توسعت وي الشمالية تدريجيًا. كان إنشاء ولاية وي الشمالية الأولى واقتصادها بفضل رابطة الأب وابنه تسوي هونغ وتوي هاو. شارك تيوبا جوي في العديد من النزاعات مع يان اللاحق والتي انتهت بشكل إيجابي بالنسبة إلى وي الشمالية، وذلك بعد تلقيهم المساعدة من زانغ جون، والتي سمحت لهم بتدمير جيش يان اللاحق في معركة لاحقة. بعد هذا الانتصار، غزا تيوبا جيو عاصمة يان اللاحق بانجشينج (تعرف الآن باسم داتونج). وفي نفس العام أعلن نفسه الإمبراطور داوو.
قُتل الإمبراطور داوو على يد ابنه توبا شاو بسبب قسوته، لكن ولي العهد توبا سي تمكن من هزيمة توبا شاو وتولى العرش تحت اسم الإمبراطور مينجيوان. على الرغم من أنه تمكن من التغلب على مقاطعة خنان التابعة لليو سونغ، إلا أنه توفي بعد ذلك بوقت قصير. تولى توبا تاو نجل الإمبراطور مينجيوان العرش تحت اسم الإمبراطور تايوو. نظرًا لجهود الإمبراطور تايوو النشطة، زادت قوة وي الشمالية بشكل كبير، مما سمح لهم بمهاجمة ليو سونغ مرارًا وتكرارًا. بعد التعامل مع تهديد روران لجناحه الشمالي، دخل في حرب لتوحيد شمال الصين. ومع سقوط ليانغ الشمالية في عام 439، وحد الإمبراطور تايوو شمال الصين، لينهي فترة الممالك الست عشرة، ويبدأ فترة السلالات الشمالية والجنوبية مع خصومهم الجنوبيين ليو سونغ.
على الرغم من أن القوة العسكرية لوي الشمالية في هذا الوقت كانت عظيمة، فأنهم لم يتمكنوا من التركيز بشكل كامل على بعثاتهم الجنوبية بسبب مضايقات روران في الشمال. بعد توحيد الشمال، غزا الإمبراطور تايوو أيضًا مملكة شانشان القوية وأخضع الممالك الأخرى في شييو، أو المناطق الغربية. وفي عام 450، هاجم الإمبراطور تايوو مرة أخرى ليو سونغ ووصل إلى غوابو (التي تعرف باسم جيانغسو في مدينة نانجينغ الحديثة)، مهددًا بعبور النهر لمهاجمة جيانكانغ عاصمة ليو سونغ. رغم سيطرة قوات وي الشمالية على قوات ليو سونغ حتى هذه اللحظة، تكبدت خسائر فادحة. قامت قوات وي الشمالية بنهب العديد من المنازل قبل العودة إلى الشمال.
عند هذه النقطة، تمرد البوذيين أتباع غاي وو. وبعد تهدئة هذا التمرد، قام الإمبراطور تايو بناءً على نصيحة رئيس الوزراء الداويوي تسوي هاو بحظر البوذية، في أول ما يسمى بكوارث وو الثلاثة. في هذه المرحلة المتأخرة من حياته، فرض الإمبراطور تايوو عقوبات قاسية، مما أدى إلى وفاته عام 452 على يد المخصي تسونغ آي. أثار هذا اضطرابات انتهت فقط مع صعود الإمبراطور وينتشنغ في وقت لاحق من نفس العام.
في النصف الأول من أسرة وي الشمالية (386-534)، حافظ رجال قبائل شيانبي السهليين الذين هيمنوا على شمال الصين على سياسة التمييز الاجتماعي الصارم بينهم وبين رعاياهم الصينيين. غرق الصينيون في البيروقراطية، ووظفوا كمسؤولين لجمع الضرائب، إلخ. ومع ذلك، أُبعد الصينيون عن العديد من المناصب العليا في السلطة. مثلوا أقلية سكانية في الأماكن التي وجدت فيها مراكز القوة.
| الأسر الجنوبية والشمالية                                                         | الأسر الجنوبية والشمالية                                                                                  | الأسر الجنوبية والشمالية                                   | الأسر الجنوبية والشمالية  |
| الأسر الجنوبية                                                                   | الأسر الجنوبية                                                                                            | الأسر الجنوبية                                             | الأسر الجنوبية            |
| الدولة                                                                           | العاصمة                                                                                                   | عدد الحكام -الإمبراطور المؤسس -الإمبراطور الأخير           | سنة التأسيس السنة الأخيرة |
| -------------------------------------------------------------------------------- | --- | ---------------------------------------------------------- | ------------------------- |
| ليو سونغ                                                                         | جيانكانغ                                                                                                  | 8 ليو يو ليو سونغ                                          | 420 479                   |
| تشي الجنوبية                                                                     | (Southern Qi) جيانكانغ                                                                                    | 7 شياو داوشينج (Xiao Daocheng) شياو باورونج (Xiao Baorong) | 479 502                   |
| ليانغ (Liang)                                                                    | 1.جيانكانغ 2. جيانكانغ                                                                                    | 5 شياو يان شياو فانغازا (Xiao Fangzhi)                     | 502 557                   |
| تشن                                                                              | جيانكانغ                                                                                                  | 5 تشن باكسيان (Chen Baxian) تشن شابو                       | (Chen Shubao) 557 589     |
| الأسر الشمالية                                                                   | |                                                            |                           |
| الدولة                                                                           | العاصمة                                                                                                   | عدد الحكام -الإمبراطور المؤسس -الإمبراطور الأخير           | سنة التأسيس السنة الأخيرة |
| وي الشمالية                                                                      | (Shengle) 1.شينجلي (Shengle), الحديثة القريبة هوهيوت (Hohhot) 2. بينغتشينغ (Pingcheng) 3.لويانغ (Luoyang) | 17 تيوبا غوي (Tuoba Gui) يوان شيوي                         | (Yuan Xiu) 386 534        |
| وي الشرقية                                                                       | يي | (Ye) 1 يوان شانغيان يوان شياوجينغ                          | 534 550                   |
| وي الغربية                                                                       | تشانغان (Chang'an)                                                                                        | 3 يوان باوجو (Yuan Baoju) يوان كو (Yuan Kuo)               | 535 557                   |
| تشي الشمالية                                                                     | يي | 6 جاو يانغ جاو هينيغ                                       | 550 577                   |
| تشو الشمالية                                                                     | تشانغان                                                                                                   | 5 يوين جويه (Yuwen Jue) يوين يان                           | (Yuwen Yan) 557 581       |
| (Liu Song)                                                                       | |                                                            |                           |
| الأراضي في البداية: ■يمثل الأزرق أراضي وي الشمالية, ■يمثل الأصفر أراضي ليو سونغ. | |                                                            |                           |

## معرض صور

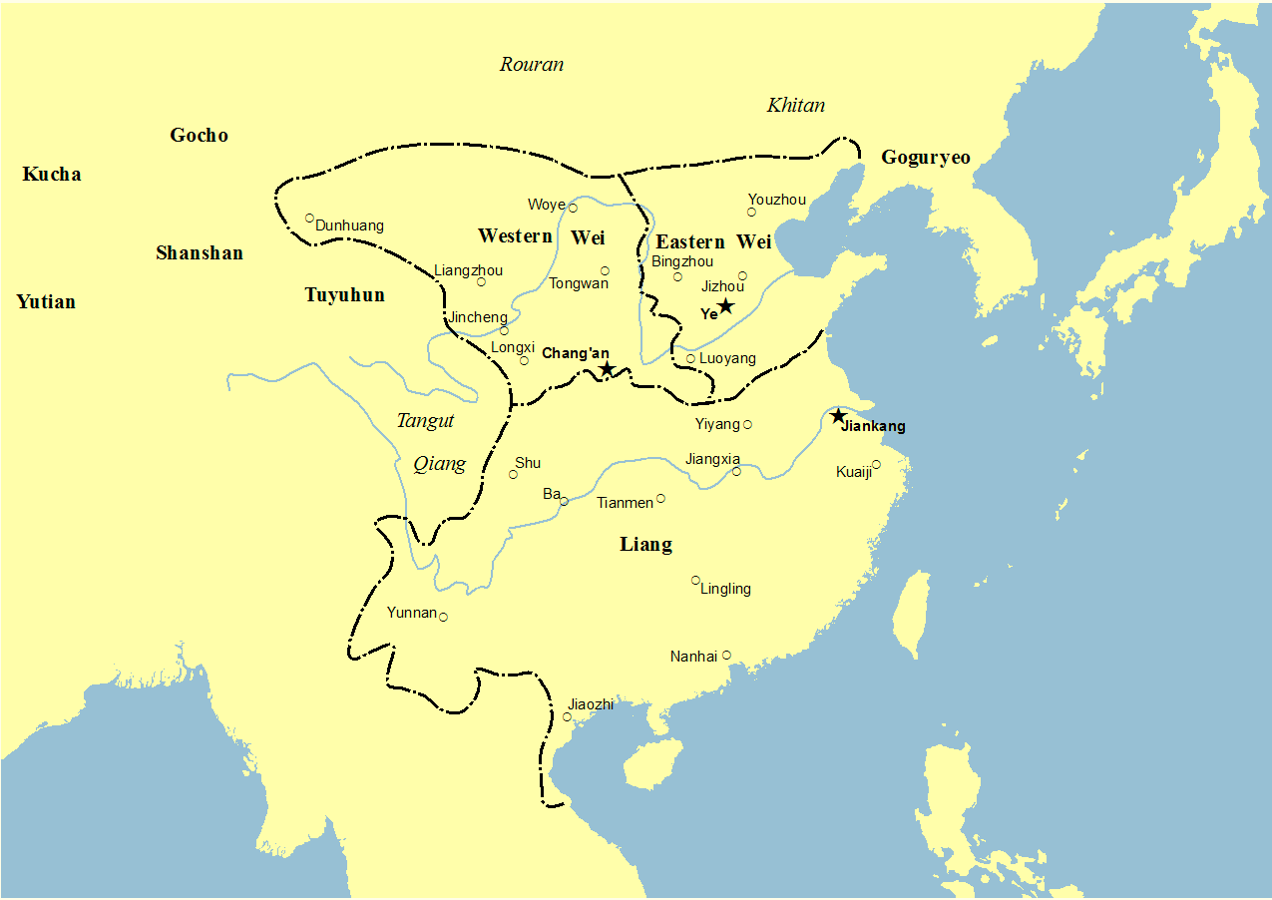
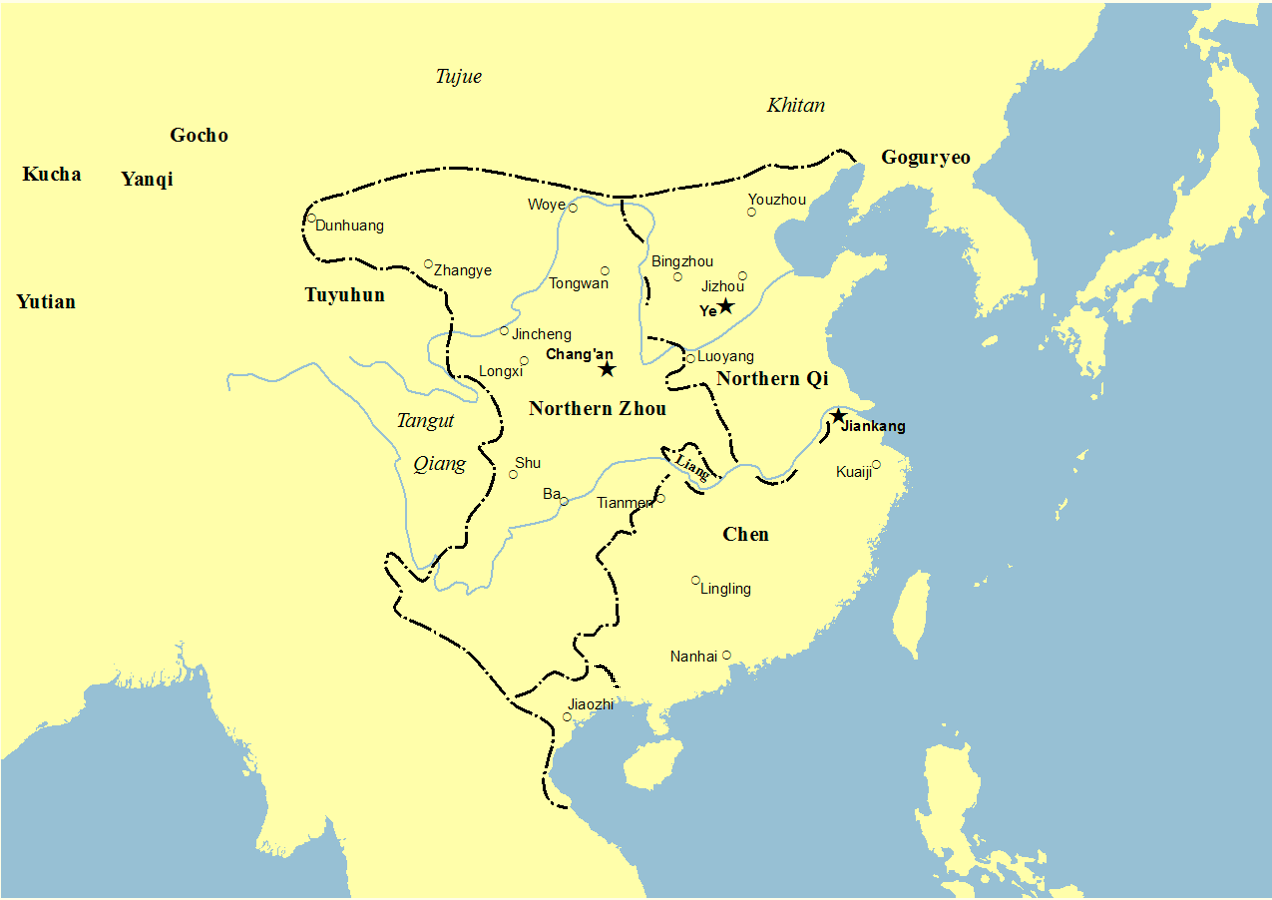
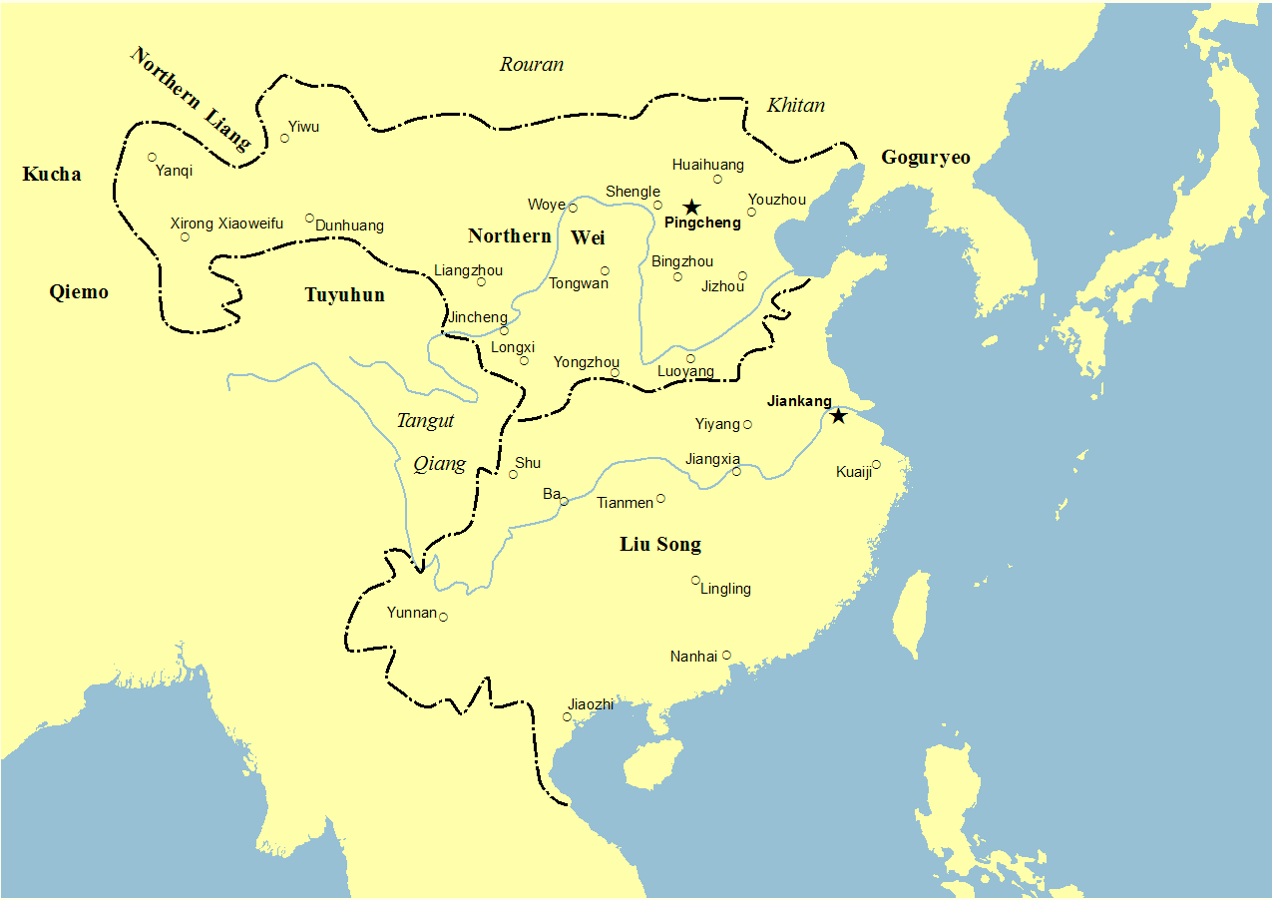
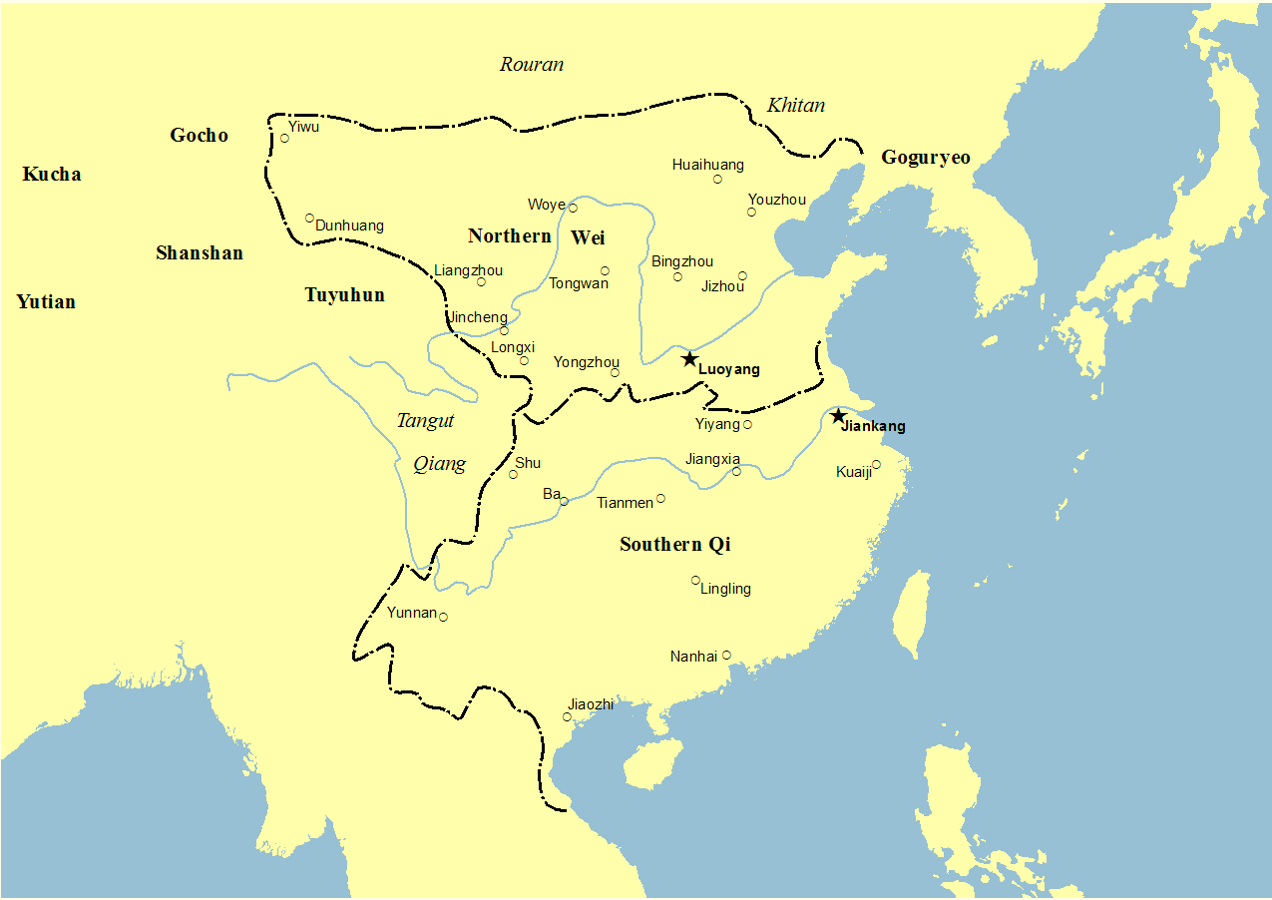